# Психопатологија пажње
Психопатологија пажње представља немогућност усмеравања и одржавања психичке енергије и активности у одређеном правцу, према одређеном циљу и садржају, као и способности промене правца и циља.
Пажњу можемо одредити као усмереност менталне активности на ограничени број дражи између великог броја датих дражи које у сваком моменту делују на наша чула.

## Појам пажње
Основне карактеристике пажње су тенацитет (усмерење, одржавање, стабилност и постојаност пажње) и вигилност (преусмеравање и покретљивост пажње), које стоје у повезаној и реципрочној динамичкој вези (услед јачања вигилности, слаби тенецитет и обрнуто). Када су ова две својства изједначена имамо уравнотежену способност адекватног преусмеравања и усредсређивања психичке енергије на одређени садржај.
Пажњу такође можемо поделити на активну и пасивну. Активна или вољна пажња представља свесно, вољно издвајање једног од актуелних садржаја и постављање у центар интересовања. Такво свесно мобилисање властитих психичких потенцијала у сврху пријема неке информације или решавања неког задатка, може створити напор, па је могућ и змор. Радње које захтевају активну пажњу могу бити: учење, читање, обављање сложених задатака и сл., све оно што не представља чисту рутину. С друге стране пасивна пажња се јавља у ситуацијама наметања долазеће информације или објекта који по својим особинама представља извор човековог интересовања, потребе, или је та спољна драж карактеристична због свог интензитета, учесталости, садржаја и сл. Примери пасивне пажње могу бити, укључивање змигаваца у саобраћају, који обавештавају остале учеснике саобраћаја о намерама возача, мирис укусне хране која одвлачи пажњу од посла и сл. Тако да те чиниоце који изазивају пажњу делимо у две групе. То су особине дражи и чиниоци који су везани за саму личност, унутрашњи чиниоци. Особине дражи могу бити њихова величина, интензитет, кретање, контраст и они условљавају пасивну пажњу. С друге стране унутрашњи чиниоци могу се односити на потребе личности, интересовања, ставове, постављене задатке и сл., то су чиниоци активне пажње.

## Физиологија пажње
С обзиром да је свест основни феномен, у оквиру којег се остварују све остале психичке функције, отуда и повезаност, односно зависност пажње од општег стања свести. Ако свест глобално активише мозак, пажња га активише селективно. Такође квалитет пажње се може ставити у везу и са осталим психичким функцијама, као што су емоције (јаки афекти страха или гнева и сл.), мишљење (сумануте идеје), опажање (халуцинације), које могу бити резултат потпуног наглашавања тенацитета пажње у односу на вигилност, која је потпуно потиснута. Даље, Активација функције пажње се може повезати са архиталамусом, односно са прастарим делом таламуса. Овде је реч о директном продужетку ретикуларне супстанције можданог стабла, са другачијом функцијом. Ово се може повезати са дражењем ретикуларне супстанције стабла које изазива дуготрајну активацију, која обезбеђује стање будности, док стимулација ретикуларне супстанције архиталамуса производи краткотрајну активацију. Иста би могла да буде значајан фактор у активирању пажње. Стимулација која учестало делује на таламичке ретикуларне супстанције доводи ди хабитуације, а на тај начин се активациони ефекат гаси, што није у случају ретикуларне мреже можданог стабла. Веза се може наћи са деловањем монотоне дражи која слаби пажњу. На крају активација мозга која долази до ретикуларне супстанције таламуса има локални карактер, насупрот глобалној активацији која потиче из truncusa cerebri. Међутим, кора великог мозга преко нисходних, десцендентних утицаја може утицати на аферентни сензорни прилив ка кортексу и таламусу, што има утицај на модификацију пажње.

## Психопатологија пажње
Психопатологија пажње се може испитивати применом одређеним психолошким тестовима, или током клиничког интервјуа, када се стиче приближни вредност квалитета ове функције. Поремећај пажње су утврђује у случају претеране доминације једне од њених карактеристика.

## Хипервигилност пажње
Хипервигилност пажње карактерише велика брзина скретања пажње са једног садржаја на други, односно немогућност одржања пажње на једном садржају. Оваква пажња се среће код маничних болесника, неуростеника, приликом јаког умора, несанице, исцрпљености и сл., код хиперкинетиког поремећаја, приликом интоксикација, повошене анксиозности.

## Хипертенацитет пажње
Хипертенацитет пажње се карактерише као смањена способност промене актуелног фокуса пажње. Може се видети у оквиру клиничке слике депресивних, параноидних, схизофрених болесника, у склопу патолошког мисаоног садржаја и психопатологије емоција.

## Апросекција пажње
Апросекција или расејаност се јавља и код нормалних људи. Њене каратеристике могу бити у виду појачаног тенацитета и смањене вигилности, која се запажа у ситуацијама менталне окупираности појединим садржајем (занесеност) или у виду појачаное вигилности пажње и смањеног тенацитета (смањена могућност концетрација). Примери оваквих појава могу бити, у првом случају, расејани професор или научник, филозоф, који су претерано расејани предметом свог изучавања, или у другом случају то може биту радознали ученик, коме хипервигилност онемогућава приступ усвајању нових информација.

## Хиповигилност и хипотенацитет
Већ је раније поменуто да су својства пажње, вигилност и тенацитет, која су међусобно узајамно, динамички повезана, тако да јечањем једног, аутоматски слаби друго својство пажње. У том контексту говоримо о Хиповигилност (јавља се услед хипертенацитета) и хипотенацитету (пратилац хипервигилности) пажње.

## Психопатологија пажње и кривично право
Психопатологија пажње у кривичном праву, приликом процене урачунљивости се сагледава у склопу целокупне менталне слике личности. Поремећај пажње може имати извесни значај у случају маничног, депресивног или сумануто психотичног обољења.